# Семикозовка
Семикозовка (укр. Семикозівка) — село, относится к Беловодскому району Луганской области Украины.
Население по переписи 2001 года составляло 1949 человек. Почтовый индекс — 92805. Телефонный код — 6466. Занимает площадь 7,24 км². Код КОАТУУ — 4420689501.

## Персоналии
- Гавриш, Даниил — (189?-1921) повстанческий атаман, анархо-махновец, один из крупнейший атаманов Луганщины действовал в Старобельском уезде.

## Местный совет
92803, Луганська обл., Біловодський р-н, с. Семикозівка, вул. Уманського, 75 (укр.)